# Zum Heitzhausen
Zum Heitzhausen ist ein Ortsteil der Gemeinde Winkelsett, die zur Samtgemeinde Harpstedt im niedersächsischen Landkreis Oldenburg gehört.

## Geografie und Verkehrsanbindung
Zum Heitzhausen liegt westlich des Kernortes Winkelsett, südwestlich des Kernortes Harpstedt und südöstlich des Stadtkerns von Wildeshausen.
Am südlichen Ortsrand fließt der Reckumer Bach, ein rechtsseitiger Nebenfluss der Hunte, die westlich fließt. Entlang des nördlichen Randes fließt die Katenbäke. Die Landschaft ist durch die aktive Land- und Forstwirtschaft geprägt.